# تشریفات مذهبی (فیلم ۲۰۱۱)
تشریفات مذهبی (به انگلیسی: The Rite) فیلمی محصول سال ۲۰۱۱ به کارگردانی میکل هوفسترم است. در این فیلم بازیگرانی همچون آنتونی هاپکینز، کالین اودانهیو، آلیس براگا، کیران هایندز، روتخر هاور، مارتا گاستینی، ماریا گرازیا کوچی نوتا، کریس مارکت، توبی جونز، ماریجا کاران، توری دویتو ایفای نقش کرده‌اند.فیلم در بار مرد مرده شوری است که پس از آشنایی با کشیشی (با بازی آنتونی هاپکینز) خود را در مواجهه با جن و جن گیری می بیند. بایگانی‌شده  در ۲۶ آوریل ۲۰۲۰ توسط Wayback Machine

## داستان
مایکل کوواک ( کالین اودونوگو ) فرزند یک صاحب و کارآفرین موفق خانه تشییع جنازه ، ایستوان ( راتگر هوور ) است. مایکل مایکل از شغل خود به عنوان یک فاتحه سرخورده تصمیم به ورود به یک حوزه علمیه و نذرهای خود را پس از اتمام خود گرفت ، و از این طریق یک مدرک دانشگاهی رایگان دریافت کرد. چهار سال بعد ، مایکل به درجه ای از مداحان در حوزه علمیه منصوب می شود ، پس از آن وی نامه استعفای خود را به والای خود ، پدر متیو می نویسد و با استناد به عدم ایمان. پدر متیو ( توبی جونز ) ، ظاهراً مایل به گفتگو با مایکل است ، تلاش می کند تا او را در خیابان جلب کند. او از یک مهار عبور می کند و باعث ایجاد یک دوچرخه سوار ساندرا ( ماریا کاران) می شود) ، به مسیر یک ون رویی بپیچید و مجروح شدید شوید. دیدن لباس روحانیت مایکل، او را می پرسد آمرزش قبل از آخرین نفس خود را. مایکل تردید قادر به رد کردن نیست. او او را تسکین می دهد و برای برانگیختن گناهانش ، مراسم برکت می بخشد پدر با دیدن آرامش اوضاع و احوال اوضاع ، پدر متیو به مایكل می گوید كه علی رغم عدم تمایل وی به عنوان كشیش فراخوانده شده است.